# Diócesis de Cuernavaca
La diócesis de Cuernavaca (en latín: Dioecesis Cuernavacensis) es una circunscripción eclesiástica de la Iglesia católica en México. Se trata de una diócesis latina, sufragánea de la arquidiócesis de Toluca. Desde el 15 de mayo de 2013 su obispo es Ramón Castro Castro.

## Territorio y organización
La diócesis tiene 4893 km² y extiende su jurisdicción sobre los fieles católicos de rito latino residentes en el estado de Morelos. 
La sede de la diócesis se encuentra en la ciudad de Cuernavaca, en donde se halla la Catedral de Nuestra Señora de la Asunción.
En 2021 en la diócesis existían 115 parroquias agrupadas en 4 zonas pastorales, cada una con el nombre de los cuatro evangelistas.

## Historia
La diócesis fue erigida el 23 de junio de 1891 con la bula Illud in primis del papa León XIII, obteniendo el territorio de la arquidiócesis de México, de la cual era sufragánea.
El 28 de septiembre de 2019 pasó a formar parte de la provincia eclesiástica de la arquidiócesis de Toluca.

## Estadísticas
Según el Anuario Pontificio 2022 la diócesis tenía a fines de 2021 un total de 1 399 556 fieles bautizados.
| Año                                                                             | Población            | Población | Población      | Sacerdotes | Sacerdotes    | Sacerdotes    | Bautizados por sacerdote | Diáconos permanentes | Religiosos | Religiosos | Parroquias |
| Año                                                                             | Bautizados católicos | Total     | % de católicos | Total      | Clero secular | Clero regular | Bautizados por sacerdote | Diáconos permanentes | Varones    | Mujeres    | Parroquias |
| ------------------------------------------------------------------------------- | -------------------- | --------- | -------------- | ---------- | ------------- | ------------- | ------------------------ | -------------------- | ---------- | ---------- | ---------- |
| 1949                                                                            | 210 000              | 220 000   | 95.5           | 48         | 42            | 6             | 4375                     |                      | 5          | 140        | 25         |
| 1966                                                                            | 412 000              | 436 000   | 94.5           | 116        | 92            | 24            | 3551                     |                      | 25         | 247        | 40         |
| 1967                                                                            | 414 000              | 438 000   | 94.5           | 113        | 97            | 16            | 3663                     |                      | 17         | 253        | 40         |
| 1976                                                                            | 620 000              | 641 000   | 96.7           | 119        | 97            | 22            | 5210                     |                      | 34         | 281        | 56         |
| 1980                                                                            | 620 000              | 641 000   | 96.7           | 119        | 97            | 22            | 5210                     |                      | 34         | 281        | 56         |
| 1990                                                                            | 1 550 000            | 1 762 000 | 88.0           | 136        | 88            | 48            | 11 397                   |                      | 63         | 263        | 78         |
| 1999                                                                            | 1 742 230            | 1 980 971 | 87.9           | 179        | 126           | 53            | 9733                     | 1                    | 71         | 21         | 99         |
| 2000                                                                            | 1 829 341            | 2 080 019 | 87.9           | 182        | 129           | 53            | 10 051                   | 1                    | 53         | 403        | 99         |
| 2001                                                                            | 1 829 341            | 2 080 019 | 87.9           | 178        | 125           | 53            | 10 277                   | 1                    | 87         | 383        | 116        |
| 2002                                                                            | 1 829 341            | 2 080 019 | 87.9           | 181        | 128           | 53            | 10 106                   | 54                   | 139        | 430        | 115        |
| 2003                                                                            | 1 829 341            | 2 080 019 | 87.9           | 186        | 126           | 60            | 9835                     | 62                   | 118        | 521        | 114        |
| 2004                                                                            | 1 829 341            | 2 080 019 | 87.9           | 193        | 133           | 60            | 9478                     | 2                    | 67         | 543        | 114        |
| 2006                                                                            | 1 854 000            | 2 144 000 | 86.5           | 193        | 131           | 62            | 9606                     | 2                    | 115        | 457        | 109        |
| 2013                                                                            | 1 936 000            | 2 240 000 | 86.4           | 184        | 135           | 49            | 10 521                   |                      | 113        | 407        | 108        |
| 2016                                                                            | 1 509 199            | 1 903 811 | 79.3           | 189        | 152           | 37            | 7985                     |                      | 122        | 421        | 111        |
| 2019                                                                            | 1 550 100            | 1 987 596 | 78.0           | 201        | 155           | 46            | 7711                     | 20                   | 114        | 292        | 112        |
| 2020                                                                            | 1 565 455            | 2 007 420 | 78.0           | 211        | 159           | 52            | 7419                     | 20                   | 99         | 332        | 113        |
| 2021                                                                            | 1 399 556            | 1 971 520 | 71.0           | 209        | 156           | 53            | 6696                     | 19                   | 72         | 288        | 115        |
| Fuente: Catholic-Hierarchy, que a su vez toma los datos del Anuario Pontificio. |                      |           |                |            |               |               |                          |                      |            |            |            |

## Episcopologio
- Sede vacante (1891-1894)

- Fortino Hipólito Vera y Talonia † (3 de julio de 1894-22 de septiembre de 1898 falleció)
- Francisco Plancarte y Navarrete † (28 de noviembre de 1898-27 de noviembre de 1911 nombrado arzobispo de Linares o Nueva León)
- Manuel Fulcheri y Pietrasanta † (6 de mayo de 1912-21 de abril de 1922 nombrado obispo de Zamora)
- Francisco Uranga y Sáenz † (21 de abril de 1922-8 de julio de 1930 falleció)
- Francisco María González y Arias † (30 de enero de 1931-20 de agosto de 1946 falleció)
- Alfonso Espino y Silva † (2 de agosto de 1947-15 de mayo de 1951 nombrado arzobispo coadjutor de Monterrey[nota 1])
- Sergio Méndez Arceo † (11 de marzo de 1952-28 de diciembre de 1982 retirado)
- Juan Jesús Posadas Ocampo † (28 de diciembre de 1982-15 de mayo de 1987 nombrado arzobispo de Guadalajara)
- Luis Reynoso Cervantes † (17 de agosto de 1987-21 de diciembre de 2000 falleció)
- Florencio Olvera Ochoa † (22 de febrero de 2002-10 de julio de 2009 retirado)
- Alfonso Cortés Contreras (10 de julio de 2009-22 de diciembre de 2012 nombrado arzobispo de León)
- Ramón Castro Castro, desde el 15 de mayo de 2013